# Pilosocereus rosae
Pilosocereus rosae là một loài thực vật có hoa trong họ Cactaceae. Loài này được P.J.Braun miêu tả khoa học đầu tiên năm 1984.